# Линдинский наслег
Линдинский наслег или Линдинский эвенкийский национальный наслег — национальный наслег, муниципальное образование со статусом сельского поселения в Жиганском районе Якутии Российской Федерации.
Административный центр — село Баханай.

## История
Статус и границы Линдинского наслега установлены Законом Республики Саха (Якутия) от 30 ноября 2004 года N 173-З N 353-III «Об установлении границ и о наделении статусом городского и сельского поселений муниципальных образований Республики Саха (Якутия)».
Постановлением Государственного Собрания (Ил Тумэн) Республики Саха (Якутия) от 26 апреля 2018 года он был наделён статусом национального эвенкийского наслега.

## Население
| 2002 | 2010 | 2011 | 2012 | 2013 | 2014 | 2015 |
| ---- | ---- | ---- | ---- | ---- | ---- | ---- |
| 285  | ↘260 | →260 | ↘256 | ↗262 | ↗263 | ↗275 |
| 2016 | 2017 | 2018 | 2019 | 2020 | 2021 |      |
| ↘271 | ↘269 | ↘264 | ↘256 | ↘255 | ↗260 |      |

## Состав сельского поселения
| № | Населённый пункт | Тип населённого пункта       | Население |
| - | ---------------- | ---------------------------- | --------- |
| 1 | Баханай          | село, административный центр | ↗260      |